# Chhibramau
Chhibramau es una ciudad y municipio situada en el distrito de Kannauj en el estado de Uttar Pradesh (India). Su población es de 60986 habitantes (2011). 

## Demografía
Según el censo de 2011 la población de Chhibramau era de 60986 habitantes, de los cuales 31661 eran hombres y 29325 eran mujeres. Chhibramau tiene una tasa media de alfabetización del 91,14%, superior a la media estatal del 67,68%: la alfabetización masculina es del 83,56%, y la alfabetización femenina del 74,36%.